# Litoria dayi
Litoria dayi је водоземац из реда жаба и фамилије Hylidae. 

## Угроженост
Ова врста се сматра угроженом.

## Распрострањење
Аустралија је једино познато природно станиште врсте.

## Популациони тренд
Популација ове врсте се смањује, судећи по расположивим подацима.

## Станиште
Врста је по висини распрострањена до 1200 метара надморске висине. 
Станишта врсте су шуме и слатководна подручја.